# Jakub Haško

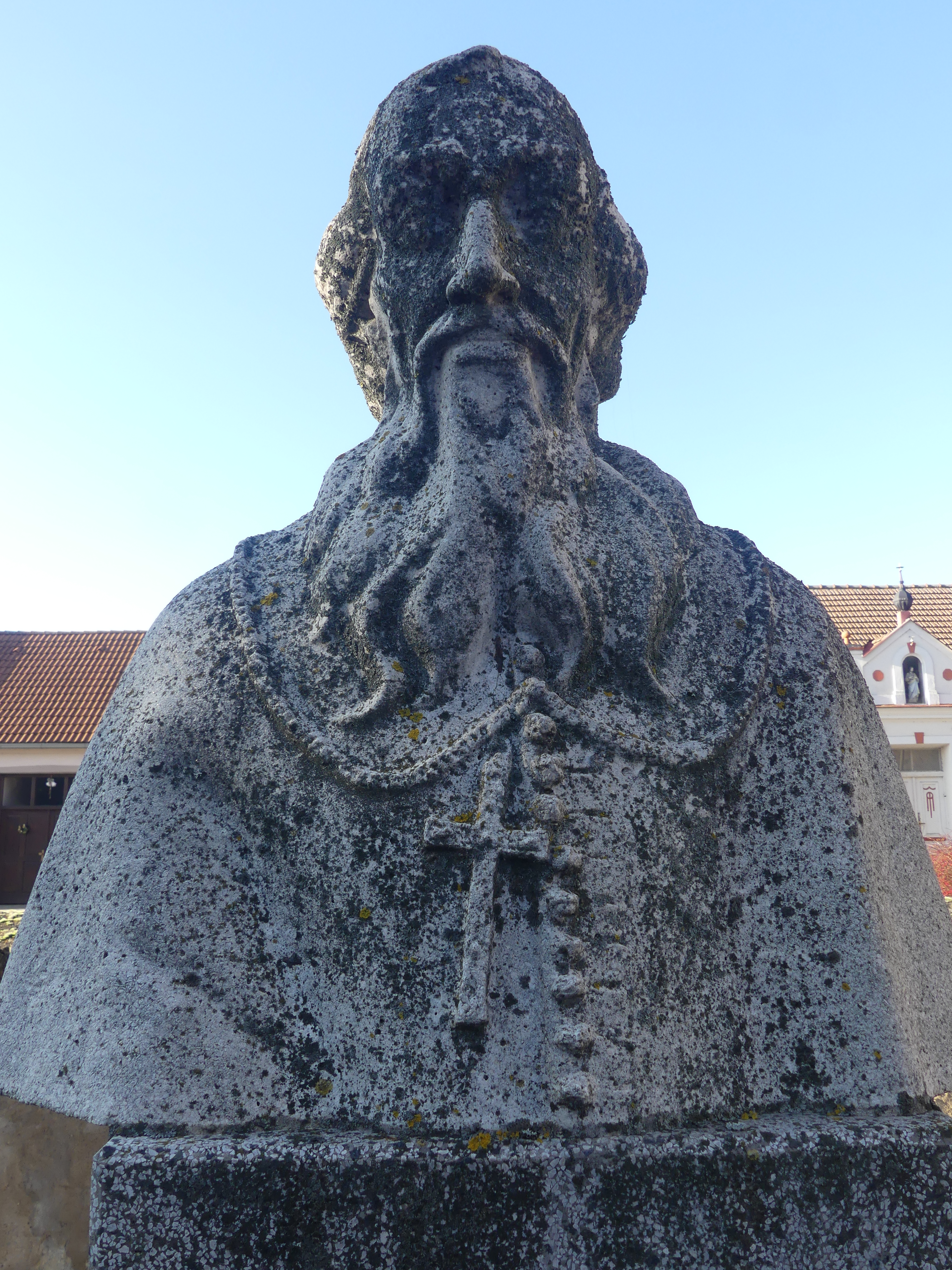
Socha Jakuba Haško v Novém Mestě nad Váhom

Jakub Haško, uváděný i jako Hašško, biskup Jakub II. Haško (27. dubna 1622, Lovčica-Trubín – 19. října 1695, Nové Mesto nad Váhom) byl nitranský sídelní biskup, probošt, vlastenec a mecenáš. Nitranským sídelním biskupem byl v letech 1690-1691.

## Životopis
Studium absolvoval na kolegiu v Trnavě, filozofii a teologii v Pazmáneu. V Trnavě působil jako kazatel. Působil také v Modre. Od roku 1666 byl proboštem v Novém Městě nad Váhom. Město pozvedl hospodárně i kulturně, při farním kostele založil školu, v níž se vedle latiny a němčiny vyučovalo i česky.
Od roku 1672, z popudu ostřihomského arcibiskupa Juraje Pohronce-Slepčanského, který ho ještě v témže roce jmenoval biskupem, začal rozsáhlou opravu novoměstského kostela Narození Panny Marie v barokním stylu. Pomocí italských umělců a vlastní finanční podpory, inicioval i stavbu mariánského sloupu.
V období válek se staral o bezpečnost obyvatelstva. Kulturně a hospodářsky pozvedl mnohé obce, mezi nimi zejména Pobedim, Čachtice, Beckov. V Beckově v roce 1689 pokračoval ve stavbě františkánského kostela a kláštera, kterému daroval mnoho knih. Nitranským sídelním biskupem byl jmenován v roce 1690, pro těžkou chorobu jím byl jen jeden rok. Jakub Haško se účastnil rekatolizačního hnutí na Slovensku. V roce 1693 vydal knihu Abrahámffiho Knížka modliteb náboženských.